# Amphithalea tomentosa
Amphithalea tomentosa là một loài thực vật có hoa trong họ Đậu. Loài này được (Thunb.) Granby miêu tả khoa học đầu tiên.